# Rilievo Burney

Il Rilievo Burney al British Museum, Londra.

Il Rilievo Burney è un altorilievo di terracotta, risalente al II millennio a.C. e di probabile fattura paleobabilonese (Periodo di Isin-Larsa). Alto 50 cm, fa parte della collezione Norman Colville al British Museum di Londra. Prende il nome dal suo scopritore, ma è stata soprannominata anche Regina della Notte (Queen of the Night in inglese) durante una mostra nel 2003.
Raffigura una divinità alata con zampe e artigli d'aquila, con a fianco dei gufi e due leoni sotto le sue zampe. Ma oltre al suo particolare soggetto, il rilievo è notevole per le sue dimensioni, eccezionali per il tipo di produzione fittile. Molto probabilmente si tratta della raffigurazione cultuale per un santuario secondario.
La figura rappresentata sembra essere stata identificata con la sumera Kisikil-lilla-ke dell'Epopea di Ghilgameš, oppure, ma meno probabilmente, con Lilith, divinità babilonese del VII secolo a.C. Altri studiosi l'hanno identificata con la dea sumera Inanna o Ištar, ed è stata messa in relazione al mito del suo viaggio nell'Oltretomba. Per alcuni studiosi i suoi chiari simbolismi relativi all'oltretomba farebbero pensare ad una identificazione con Ereshkigal, sorella di Inanna e regina infernale. Altra identificazione è offerta dall'archeologo Antonio Invernizzi il quale, nei suoi testi Dal Tigri all'Eufrate, ha associato il rilievo alla probabile rappresentazione della dea accadica Ardat-lili.
Nonostante sia stata ritenuta da molti un falso, analisi scientifiche sul bassorilievo ne hanno accertato l'autenticità. Una rappresentazione molto simile si trova in un altro rilievo custodito al museo del Louvre.
La Dea impugna il listello e la corda strumenti della Giustizia.
(Discesa di Ištar agli inferi versione neoassira di Ninive, tradotta integralmente da Giuseppe Furlani; in Miti babilonesi e assiri, Firenze, Sansoni, 1958, p. 300)